# Viktor Emanuel III.

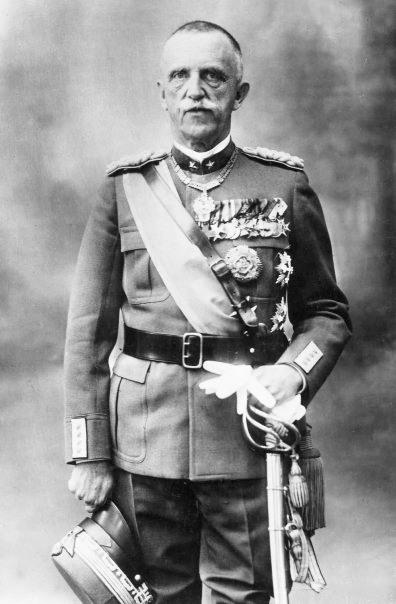
Viktor Emanuel III. Italský

Viktor Emanuel III. Savojský (italsky Vittorio Emanuele III. di Savoia, 11. listopadu 1869 – 28. prosince 1947) byl v letech 1900–1946 předposledním italským králem, v letech 1936–1941 také předposledním habešským (etiopským) císařem a v letech 1939–1943 posledním králem Albánců. Během jeho dlouhé šestačtyřicetileté vlády se Italské království zapojilo do obou světových válek a zažilo zrození, vzestup a pád italského fašismu.
Viktor Emanuel III. patřil k Savojské dynastii.

## Život

### Mládí
Viktor Emanuel se narodil jako korunní princ Viktor Emanuel Ferdinand Marie Gennaro Savojský v královském paláci v Neapoli 11. listopadu 1869. Byl jediným dítětem italského krále Umberta I. a královny Markéty Savojské. Jako následníkovi italského trůnu mu náležel titul princ neapolský.

### Vláda
Na trůn nastoupil ve věku 30 let 29. července 1900 po atentátu na svého otce. Jediná rada krále Umberta I. svému synovi jako dědici trůnu zněla: „Pamatuj si, abys mohl být králem, tak vše, co potřebuješ, je umět podepsat se svým jménem, číst noviny a osedlat koně“. Již v počátcích prokázal, podle standardů Savojské dynastie, že je mužem oddaným konstituční monarchii. Přestože byl jeho otec zavražděn anarchistou, nový král ukázal plnou důvěru k ústavním svobodám.
Král upřímně nenáviděl dennodenní stresující konflikty ve vnitřní politice Itálie. Víceméně až do roku 1922 byl nucen čelit parlamentní krizi, vyvolané především neshodami poslanecké sněmovny při výběru předsedy vlády.
Během první světové války zůstala Itálie zpočátku neutrální, přestože král postavil svou zem na stranu Dohody (italská vláda vydala usnesení, že sarajevský atentát nelze považovat za agresi). V roce 1915 ale král podepsal několik tajných smluv, jenž zemi definitivně připojily do války na straně Dohody. Většina lidí ale byla proti válce a sněmovna donutila předsedu vlády Antonia Salandru odstoupit z funkce. Toto rozhodnutí ale král odmítl a sám rozhodl o vstupu Italů do války. Podle ústavy měl na toto rozhodnutí právo. Ovšem zkorumpované a neorganizované válečné složky, ohromující ztráty životů v italské armádě a poválečná ekonomická krize se obrátily proti předchozím neefektivním královým rozhodnutím. Král si ovšem dokázal zajistit lásku a věrnost svého lidu, když během války navštívil severoitalská území, jenž stále sužovaly Rakousko-Uhersko-italské spory, kde prokázal velkou odvahu a sám osobně navštěvoval mnoho obyvatel společně s královnou, která ochotně pomáhala zdravotním sestrám v péči o raněné.
Během své vojenské služby si díky své nepříliš vysoké postavě (měřil pouhých 153 cm) vysloužil přezdívku „Sciaboletta“, tedy „šavlička“.

### Podpora Mussoliniho
Poválečná ekonomická krize vedla k mnoha extremismům zoufalé italské dělnické třídy. To vedlo k nemalé politické nestabilitě země. Benito Mussolini, budoucí fašistický diktátor Itálie, začal nabývat moci.

#### Pochod na Řím
V říjnu 1922 Mussolini společně s velkou skupinou příznivců fašismu provedl pochod na Řím. Po jistém váhání odmítl král Viktor Emanuel vyhlásit na základě dekretu předsedy vlády díky Luigiho Facta a jeho kabinetu stanné právo. Fašistické násilí se během podzimu 1922 zvyšovalo a vyvrcholilo zvěstmi o možném státním převratu. Generál Pietro Badoglio ujistil krále, že vítězství armády je v případných konfliktech s fašisty jisté. Vojáci byli vůči králi zcela loajální. Dokonce i Cesare Maria de Vecchi, vůdce fašistické skupiny squadristi – příznivců Mussoliniho – a jeden z organizátorů pochodu na Řím, informoval Mussoliniho, že nebude jednat proti vůli panovníka. V té chvíli uvažoval fašistický vůdce o společném odchodu svém i svých příznivců z Itálie. Záhy však obdržel telegram od krále, zvoucí jej do Říma. Luigi Facta, odvolaný, přesto fakticky setrvávající u moci, vydal rozkazy o obraně města. Král odmítl podepsat armádní rozkaz a 28. října 1922 jmenoval Mussoliniho do funkce předsedy vlády, s pouhými 35 fašistickými poslanci v parlamentu. Král nedokázal vést obranné manévry vůči Mussoliniho režimu, zcela zneužívajícímu pravomoci předsedy vlády, ani po zavraždění Giacoma Matteotti a dalších opozičních poslanců, a nevyjádřil se během zimy 1925–26, kdy Mussolini zcela ignoroval a porušil všechny zásady demokracie. Později toho roku vydal předseda vlády zákon, podle kterého byl zodpovědný králi, nikoli parlamentu. Do roku 1928 bylo prakticky jedinou kontrolou Mussoliniho moci královo právo odvolat jej z funkce, ovšem toto právo mohl král použít pouze na doporučení velké fašistické rady, hlavního orgánu vlády, kterou mohl svolat pouze Mussolini. Ačkoli král ve svých pamětech uvádí, že jeho činy byly ovlivněny strachem z občanské války, předpokládá se, že obdržel nějakou „alternativní“ radu od bývalého předsedy vlády Salandra či generála Armanda Diaze o dohodě s Mussolinim. Bez ohledu na všechny události, Viktor Emanuel ukázal slabost své politiky, jenž bude mít později fatální následky pro monarchii v Itálii. Vyhlídka konečně klidné a stabilní politické situace představované Mussolinim a strach z již proběhlých ruských revolucí a světové války hrály velkou roli v politických rozhodnutích. Když chtěl Viktor Emanuel setřást silný vliv fašismu na italskou korunu, bylo pro monarchii již příliš pozdě.

#### Lateránské smlouvy
V roce 1929 podepsal Mussolini jako zástupce krále Lateránskou smlouvu, jednu ze tří smluv mezi Italským královstvím a Svatým stolcem. 7. června toho roku byla vyřešena tzv. římská otázka lateránských smluv.

### Nové tituly
Díky Mussolinimu v roce 1936 převzal Viktor Emanuel III. korunu Etiopského císařství (známého spíše pod názvem Habeš) a stal se habešským císařem; toto rozhodnutí však nebylo všeobecně evropskými státy uznáváno. V listopadu 1943 se císařského titulu vzdal a korunu předal do rukou Haile Selassiemu I. V roce 1938 král úmyslně zatajil veřejnosti rozhodnutí Mussoliniho vlády pod tlakem Třetí říše o poškozování práv menšin (Židů). O rok později, opět pod vlivem Mussoliniho, převzal korunu Albánie a stal se králem Albánců. Italská vojska napadla bezbrannou monarchii a donutila krále Zoga I. utéct ze země. Tato italská invaze do Albánie byla považována za násilný útok silnějšího národa proti slabšímu. V roce 1941 byl na Viktora Emanuela 19letým albánským vlastencem spáchán neúspěšný atentát. Králova rozhodnutí z posledních let, které učinil pod silným tlakem Mussoliniho (potírání práv Židů, obsazení Habeše a Albánie) razantně poškodila královu podporovanost veřejností.

## Poslední snahy o záchranu monarchie
10. června 1940 ignoroval Mussolini varování vlády o nezapojení nepřipravené Itálie do války a učinil fatální rozhodnutí vstoupit do druhé světové války spolu s nacistickým Německem. Následovaly četné porážky italské armády v Africe, Řecku či Rusku a došlo ke ztrátě afrických kolonií. Italské ozbrojené síly – vojska, námořnictvo, letectvo – trpěly nezvladatelným nedostatkem financí a pohonných hmot. 19. července 1943 byl bombardován Řím, čímž králova oslabená popularita prakticky vymizela. V roce 1943 Viktor Emanuel III. ve snaze zachránit království předává korunu Albánie zpět do rukou jejich právoplatných panovníků a odvolává Mussoliniho z funkce předsedy vlády a následně na něj vydává zatykač. 8. září 1943 král bez informování armády uzavřel příměří se spojenci. Němci, kteří toto rozhodnutí již delší dobu čekali, začali postupně ovládat území na Balkáně, ve Francii a v samotné Itálii. Král ze strachu vpádu nacistů do Říma přesouvá vládu a královskou rodinu do Brindisi. 12. září Němci osvobodili Mussoliniho a dosadili jej do čela nově vzniklého fašistického státu – Italské sociální republiky.

## Abdikace a zánik monarchie
Když si král uvědomil, že je příliš poznamenán podporou dřívějšího fašistického režimu, v dubnu 1944 přenesl většinu vladařských pravomocí na svého syna, korunního prince Umberta. Po skončení války se v Itálii začalo připravovat hlasování o tom, zdali zachovat monarchii či vyhlásit republiku. Král, vyděšen představou zániku monarchie, abdikoval 9. května 1946, králem se stal Umberto II., ale příliš pozdě. Království bylo v Itálii zrušeno krátce na to, 12. června 1946, Itálie se tak rozhodnutím 54 % občanů stala republikou.
Viktor Emanuel III. zemřel v roce 1947 v Alexandrii v Egyptě, kde je pohřben v tamní římskokatolické katedrále.

## Manželství a děti
24. října 1886 se korunní princ Viktor Emanuel oženil s černohorskou princeznou Elenou Alexandrou Petrović-Njegoš, dcerou krále Nikoly I. Petroviće-Njegoše a královny Mileny Teodózie Vukotić, do které se zamiloval během diplomatické návštěvy Ruska.
Elena byla svému manželovi velmi oddána. Vedle krále byla velmi klidná, vstřícná a příjemná, zůstávala však vždy mimo politické otázky a záležitosti a plně se věnovala charitativní činnosti a humanitní a mezinárodní pomoci, čímž si u lidu získala velkou popularitu.
Ze šťastného manželství vzešlo pět dětí:
- 1. Jolanda Markéta (1. 6. 1901 Řím – 16. 10. 1986 tamtéž)
  - ⚭ 1923 Giorgio Carlo Calvi (15. 3. 1887 Athény – 25. 2. 1977 Řím), hrabě z Bergola, generálmajor
- 2. Mafalda Marie (2. 11. 1902 Řím – 27. 8. 1944), zahynula v koncentračním táboře Buchenwald
  - ⚭ 1925 Filip Hesenský (6. 11. 1896 Offenbach am Main – 25. 10. 1980 Řím), lankrabě hesenský, přežil věznění v koncentračních táborech Flossenbürg a Dachau
- 3. Umberto (15. 9. 1904 Racconigi – 18. 3. 1983 Ženeva), poslední italský král jako Umberto II. od 9. května do 12. června 1946
  - ⚭ 1930 princezna Marie Josefa Belgická (4. 8. 1906 Ostende – 27. 1. 2001 Thônex)
- 4. Jana (13. 11. 1907 Řím – 26. 2. 2000 Estoril)
  - ⚭ 1930 Boris III. (30. 1. 1894 Sofie – 28. 8. 1943 tamtéž), bulharský car od roku 1918 až do své smrti
- 5. Marie Františka (26. 12. 1914 Řím – 7. 12. 2001 Mandelieu-la-Napoule)
  - ⚭ 1939 Ludvík Bourbonsko-Parmský (5. 12. 1899 – 4. 12. 1967 Mandelieu-la-Napoule)

## Vývod z předků
|                     |                                      |  |                                    |                                              |  |  |  |  |  |  |  | Karel Emanuel Savojsko-Carignanský |
|                     |                                      |  |                                    |                                              |  |  |  |  |  |  |  |                                    |
|                     | Karel Albert Sardinský               |  |                                    |                                              |  |  |  |  |  |  |  |                                    |
|                     |                                      |  |                                    |                                              |  |  |  |  |  |  |  |                                    |
|                     |                                      |  |                                    | Marie Kristýna Saská                         |  |  |  |  |  |  |  |                                    |
|                     |                                      |  |                                    |                                              |  |  |  |  |  |  |  |                                    |
|                     | Viktor Emanuel II.                   |  |                                    |                                              |  |  |  |  |  |  |  |                                    |
|                     |                                      |  |                                    |                                              |  |  |  |  |  |  |  |                                    |
|                     |                                      |  |                                    | Ferdinand III. Toskánský                     |  |  |  |  |  |  |  |                                    |
|                     |                                      |  |                                    |                                              |  |  |  |  |  |  |  |                                    |
|                     | Marie Tereza Toskánská               |  |                                    |                                              |  |  |  |  |  |  |  |                                    |
|                     |                                      |  |                                    |                                              |  |  |  |  |  |  |  |                                    |
|                     |                                      |  |                                    | Luisa Marie Amélie Tereza Neapolsko-Sicilská |  |  |  |  |  |  |  |                                    |
|                     |                                      |  |                                    |                                              |  |  |  |  |  |  |  |                                    |
|                     | Umberto I.                           |  |                                    |                                              |  |  |  |  |  |  |  |                                    |
|                     |                                      |  |                                    |                                              |  |  |  |  |  |  |  |                                    |
|                     |                                      |  |                                    | Leopold II.                                  |  |  |  |  |  |  |  |                                    |
|                     |                                      |  |                                    |                                              |  |  |  |  |  |  |  |                                    |
|                     | Rainer Josef Habsbursko-Lotrinský    |  |                                    |                                              |  |  |  |  |  |  |  |                                    |
|                     |                                      |  |                                    |                                              |  |  |  |  |  |  |  |                                    |
|                     |                                      |  |                                    | Marie Ludovika Španělská                     |  |  |  |  |  |  |  |                                    |
|                     |                                      |  |                                    |                                              |  |  |  |  |  |  |  |                                    |
|                     | Adelheid Rakouská                    |  |                                    |                                              |  |  |  |  |  |  |  |                                    |
|                     |                                      |  |                                    |                                              |  |  |  |  |  |  |  |                                    |
|                     |                                      |  |                                    | Karel Emanuel Savojsko-Carignanský           |  |  |  |  |  |  |  |                                    |
|                     |                                      |  |                                    |                                              |  |  |  |  |  |  |  |                                    |
|                     | Alžběta Savojská                     |  |                                    |                                              |  |  |  |  |  |  |  |                                    |
|                     |                                      |  |                                    |                                              |  |  |  |  |  |  |  |                                    |
|                     |                                      |  |                                    | Marie Kristýna Saská                         |  |  |  |  |  |  |  |                                    |
|                     |                                      |  |                                    |                                              |  |  |  |  |  |  |  |                                    |
| Viktor Emanuel III. |                                      |  |                                    |                                              |  |  |  |  |  |  |  |                                    |
|                     |                                      |  |                                    |                                              |  |  |  |  |  |  |  |                                    |
|                     |                                      |  | Karel Emanuel Savojsko-Carignanský |                                              |  |  |  |  |  |  |  |                                    |
|                     |                                      |  |                                    |                                              |  |  |  |  |  |  |  |                                    |
|                     | Karel Albert Sardinský               |  |                                    |                                              |  |  |  |  |  |  |  |                                    |
|                     |                                      |  |                                    |                                              |  |  |  |  |  |  |  |                                    |
|                     |                                      |  |                                    | Marie Kristýna Saská                         |  |  |  |  |  |  |  |                                    |
|                     |                                      |  |                                    |                                              |  |  |  |  |  |  |  |                                    |
|                     | Ferdinand Maria Savojsko-Carignanský |  |                                    |                                              |  |  |  |  |  |  |  |                                    |
|                     |                                      |  |                                    |                                              |  |  |  |  |  |  |  |                                    |
|                     |                                      |  |                                    | Ferdinand III. Toskánský                     |  |  |  |  |  |  |  |                                    |
|                     |                                      |  |                                    |                                              |  |  |  |  |  |  |  |                                    |
|                     | Marie Tereza Toskánská               |  |                                    |                                              |  |  |  |  |  |  |  |                                    |
|                     |                                      |  |                                    |                                              |  |  |  |  |  |  |  |                                    |
|                     |                                      |  |                                    | Luisa Marie Amélie Tereza Neapolsko-Sicilská |  |  |  |  |  |  |  |                                    |
|                     |                                      |  |                                    |                                              |  |  |  |  |  |  |  |                                    |
|                     | Markéta Savojská                     |  |                                    |                                              |  |  |  |  |  |  |  |                                    |
|                     |                                      |  |                                    |                                              |  |  |  |  |  |  |  |                                    |
|                     |                                      |  |                                    | Maxmilián Saský                              |  |  |  |  |  |  |  |                                    |
|                     |                                      |  |                                    |                                              |  |  |  |  |  |  |  |                                    |
|                     | Jan I. Saský                         |  |                                    |                                              |  |  |  |  |  |  |  |                                    |
|                     |                                      |  |                                    |                                              |  |  |  |  |  |  |  |                                    |
|                     |                                      |  |                                    | Karolína Marie Tereza Parmská                |  |  |  |  |  |  |  |                                    |
|                     |                                      |  |                                    |                                              |  |  |  |  |  |  |  |                                    |
|                     | Alžběta Saská                        |  |                                    |                                              |  |  |  |  |  |  |  |                                    |
|                     |                                      |  |                                    |                                              |  |  |  |  |  |  |  |                                    |
|                     |                                      |  |                                    | Maxmilián I. Josef Bavorský                  |  |  |  |  |  |  |  |                                    |
|                     |                                      |  |                                    |                                              |  |  |  |  |  |  |  |                                    |
|                     | Amálie Augusta Bavorská              |  |                                    |                                              |  |  |  |  |  |  |  |                                    |
|                     |                                      |  |                                    |                                              |  |  |  |  |  |  |  |                                    |
|                     |                                      |  |                                    | Karolína Frederika Vilemína Bádenská         |  |  |  |  |  |  |  |                                    |
|                     |                                      |  |                                    |                                              |  |  |  |  |  |  |  |                                    |

## Galerie

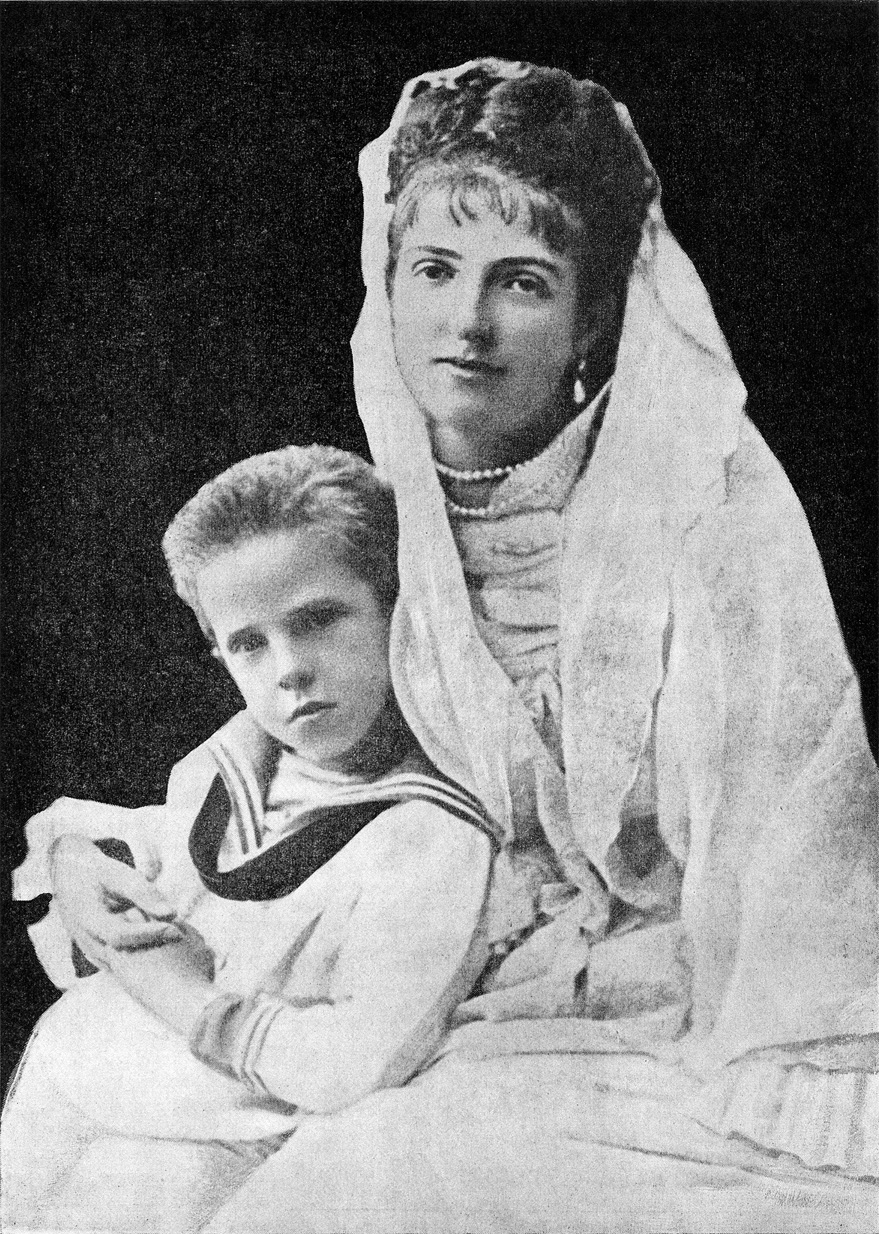
Královna Markéta s malým Viktorem E. III.
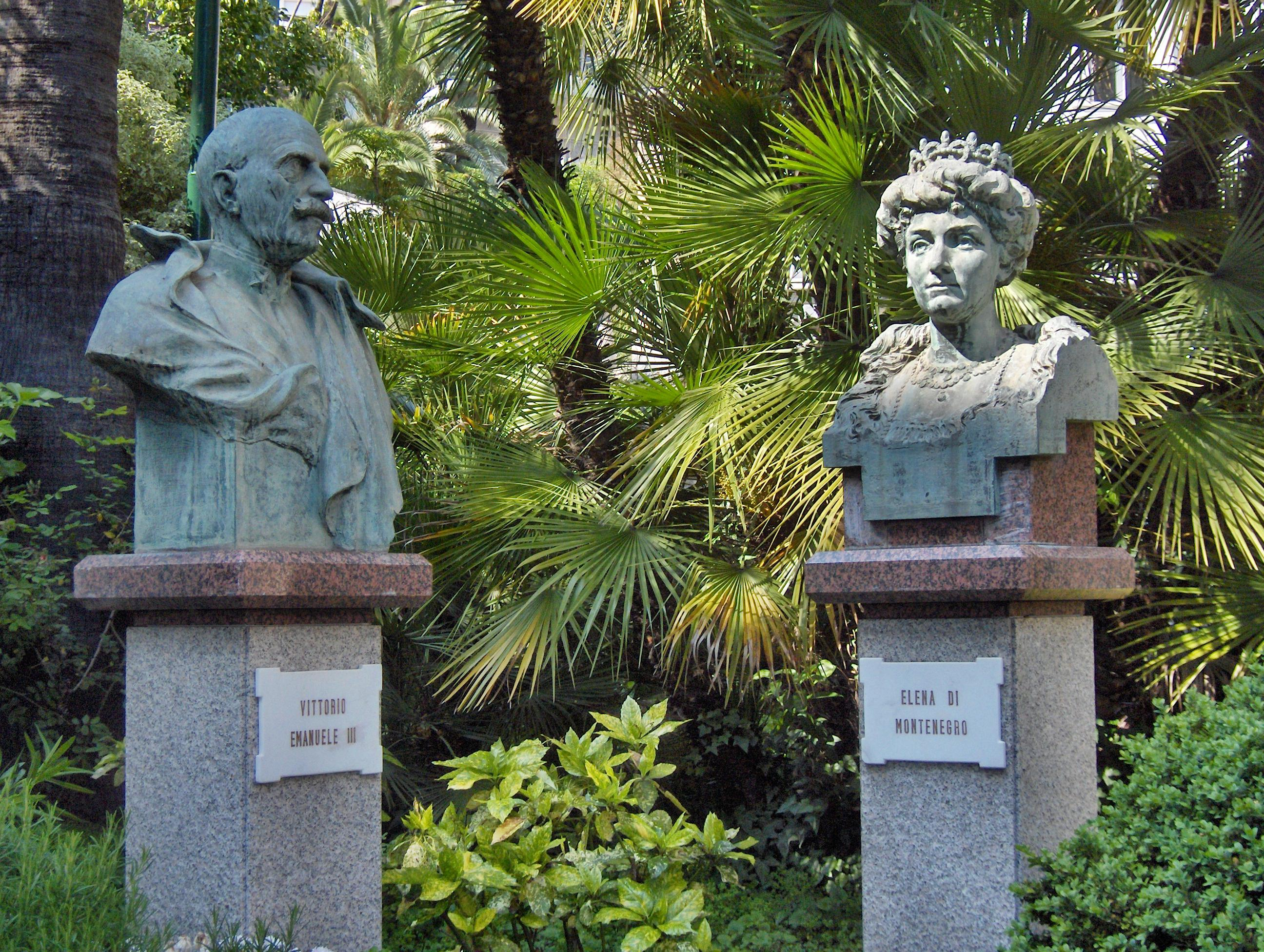
Busty Viktora E. III. a královny Eleny
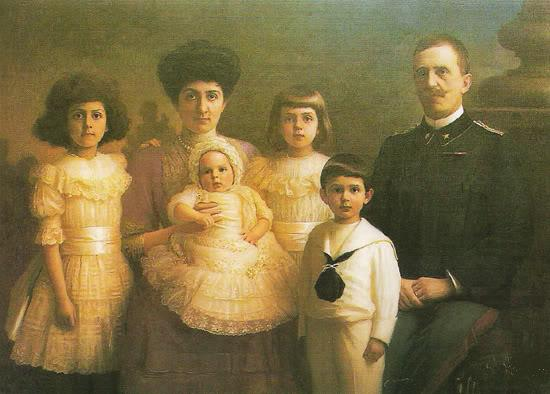
Královská rodina v roce 1908
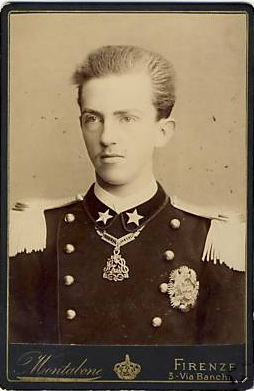
Luigi Montabone: Viktor Emanuel III.